# André Lebey
Pour les articles homonymes, voir Lebey.
André Lebey, né le 10 août 1877 à Dieppe (Seine-Maritime) et mort le 1er janvier 1938 à Paris, est un homme de lettres, poète, romancier et homme politique socialiste français.

## Biographie
Homme de lettres, poète, ami de Paul Valéry, de Pierre Louÿs, de Jean de Tinan, André Lebey fut également militant coopérateur et socialiste. Il adhère à la franc-maçonnerie en 1908 et au socialisme en 1910. Rédacteur en chef de la Revue socialiste de 1910 à 1914, dirigée par son ami Albert Thomas, il est député SFIO de Seine-et-Oise en 1914 à 1919. Partisan de la défense nationale, il rompt en 1919 avec le Parti socialiste SFIO et se présente aux législatives suivantes sur une liste dissidente ; il est battu. Il rejoint le Parti socialiste français et se représente aux législatives de 1924 sans plus de succès. Il continue à publier de nombreux ouvrages historiques et de souvenirs, tout en collaborant à des journaux et revues.
Il est marié quelques années à la comédienne Marcelle Jeanniot (fille du peintre Pierre Georges Jeanniot et future épouse de Charles Dullin), dont il a une fille, Charlotte, elle-même épouse du comédien Geymond Vital.

## Publications
- 1895 : La Scène (théâtre)
- 1896 : Automnales  (poésie)
- 1896 : Le cahier rose et noir
- 1896 : Chansons grises
- 1897 : Les premières luttes
- 1898 : Les poèmes de l'amour et de la mort
- 1899 : Chansons mauves
- 1899 : Les élégies du jardin mélancholique
- 1900 :  L'âge où l'on s'ennuie (chronique contemporaine)
- 1900 : Les colonnes du temple
- 1901 : Le Condottiere Castruccio Castracani
- 1902 : Essai sur Laurent de Médicis, dit le Magnifique
- 1904 : Le Connétable de Bourbon (1490-1527)
- 1904 : Sur une route de cyprès
- 1905 : Les pigeons d'argile
- 1905 : Louis-Napoléon Bonaparte et la révolution de 1848
- 1906 : Les trois coups d'état de Louis-Napoléon Bonaparte
- 1910 : Le Socialisme et la franc-maçonnerie
- 1911 : Introduction à la morale laïque, rapport présenté au Congrès des loges de la région parisienne
- 1912 : Louis-Napoléon Bonaparte et le ministère Odilon Barrot, 1849
- 1912 : Sur une route de peupliers
- 1912 : Les Nouvelles formes de la lutte anticléricale, conférence faite le 7 mai 1912, à la Fédération des jeunesses républicaines, École des hautes études sociales
- 1913 : Du socialisme envisagé au point de vue philosophique
- 1913 : Éloge de Vauvenargues
- 1914 : L'Anticléricalisme et la classe ouvrière
- 1918 : Une dame et des messieurs (roman)
- 1920 : L'Esprit de l'enseignement nouveau [Texte imprimé], conférence faite à la Ligue de l'enseignement, le 17 mars 1920
- 1921 : Jean de Tinan
- 1922 : Catilina, drame en 3 actes, en vers
- 1924 : Ameno Kamato
- 1925 : Dieux d'Égypte
- 1925 : Le roman de la Mélusine
- 1925 : La France et les peuples de la Petite Entente, Discours prononcés lors de la Tenue Blanche Collective du 6 juin 1925, réunissant la Loge La Fraternité des Peuples et la Loge Franco-Yougoslave Le Général Peigné
- 1926 : Dans l'atelier maçonnique
- 1926 : L'initiation de Vercingétorix
- 1927 : La Franc-maçonnerie et la paix
- 1927 : Isis et Pallas, dialogue d'Orient et d'Occident
- 1928 : Esquisse d'une doctrine spirituelle de puissance (discours)
- 1928 : Le Vénérable et le curé (roman)
- 1929 : Lamartine dans ses horizons
- 1931 : Andarta (poèmes)
- 1932 : Montgueux
- 1932 : Main votive aux Gracques
- 1932 : Quatre pétales
- 1933 : Nécessité de l'histoire
- 1934 : Qu'est-ce que la Franc-Maçonnerie ?
- 1935 : La Vérité sur la franc-maçonnerie par des documents avec le Secret du Temple
- 1937 : La Fayette ou Le militant franc-maçon (2 tomes).

## Distinctions
- Chevalier de la Légion d'honneur (1932)

## Pour approfondir